# Heteropogon rubrifasciatus
Heteropogon rubrifasciatus är en tvåvingeart som beskrevs av Stanley Willard Bromley 1931. Heteropogon rubrifasciatus ingår i släktet Heteropogon och familjen rovflugor. Inga underarter finns listade i Catalogue of Life.